# El Boco

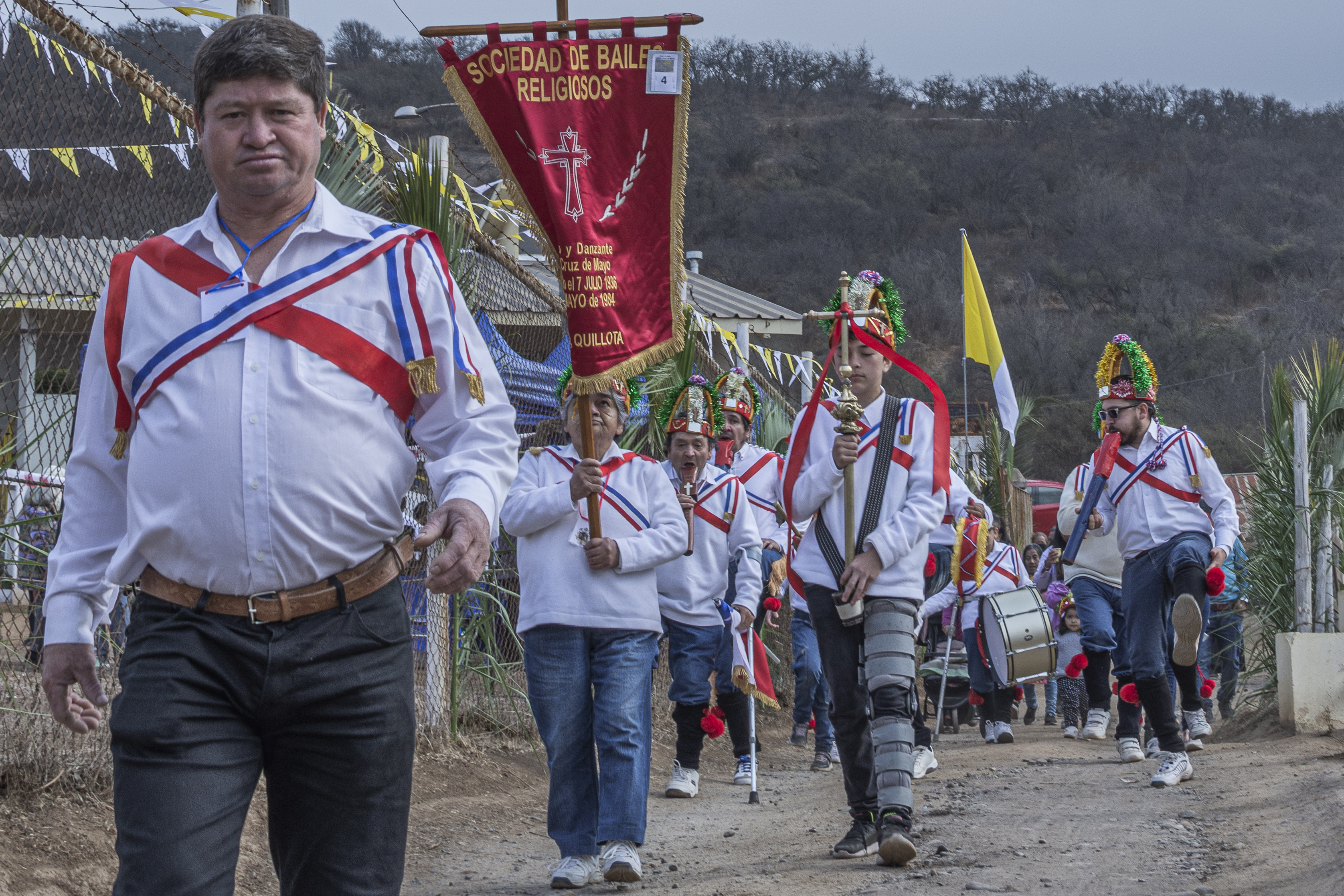

El Boco, también denominado como Boco, es una localidad chilena perteneciente a la comuna de Quillota, Región de Valparaíso, y se encuentra localizada en la ribera oeste del río Aconcagua. Junto a la localidad de San Pedro han experimentado un gran crecimiento desde los años 2000, y en el año 2012 contaba con 2485 habitantes.
La antigua subdelegación de El Boco dependía de la comuna de Quintero desde 1891 hasta el 30 de mayo de 1899, cuando a solicitud de los vecinos pasó a formar parte de la comuna de Quillota.